# Yolombó
Yolombó ist eine Gemeinde (municipio) im Departamento Antioquia in Kolumbien.

## Geographie
Yolombó liegt in der Subregion Nordeste in Antioquia 94 km von Medellín entfernt auf einer Höhe von ungefähr 1450 m ü. NN und hat eine Durchschnittstemperatur von 16 bis 28 °C. An die Gemeinde grenzen im Norden Yalí und Amalfi, im Osten Puerto Berrío und Remedios, im Westen Gómez Plata und Santa Rosa de Osos und im Süden Santo Domingo, Cisneros, San Roque und Maceo.

## Bevölkerung
Die Gemeinde Yolombó hat 24.239 Einwohner, von denen 8077 im städtischen Teil (cabecera municipal) der Gemeinde leben (Stand: 2022).

## Geschichte
Sowohl der Ort als auch der Name des Ortes Yolombó sind indigenen Ursprungs. Die Region wurde für die Spanier von Pedro de Heredia entdeckt. Der spanische Ort wurde etwa Mitte des 16. Jahrhunderts als San Lorenzo de Yolombó gegründet. Die Geschichte von Yolombó ist eng mit der Goldgewinnung verbunden. Solange viel Gold gefördert wurde, prosperierte der Ort. Als die Vorkommen nachließen, verlor Yolombó an Bedeutung und wurde zwischenzeitlich 1879 verwaltungstechnisch sogar zurückgestuft, bevor es 1883 erneut den Status einer Gemeinde erhielt.

## Wirtschaft
Die wichtigsten Wirtschaftszweige von Yolombó sind Landwirtschaft (Zuckerrohr, Kaffee, Kakao, Mais und Bohnen), Tierhaltung (Rinder und Milch) sowie Goldabbau und Zuckerindustrie.